# ورزشگاه ویکمد ساکر پارک

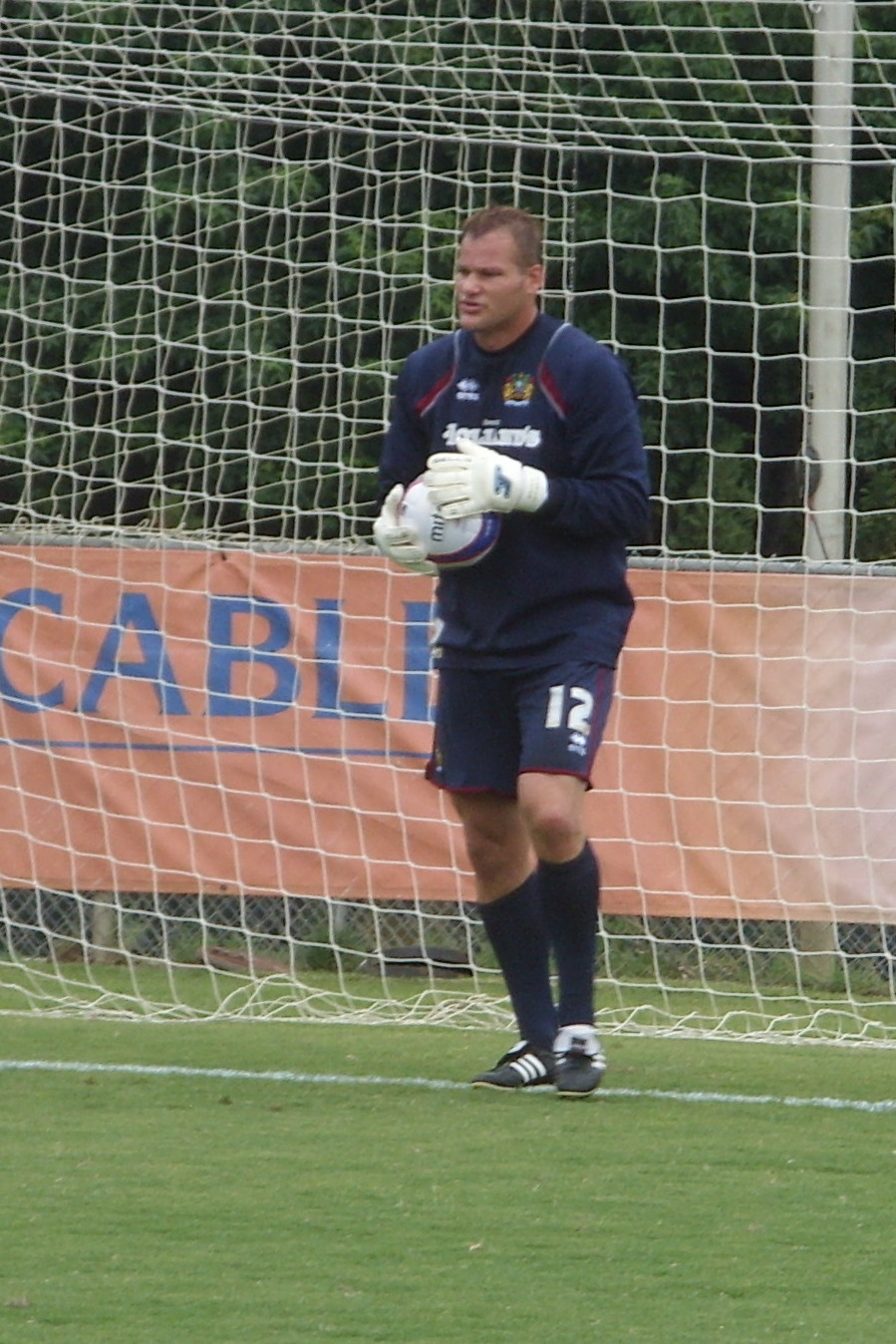

ورزشگاه ویکمد ساکر پارک (به انگلیسی: WakeMed Soccer Park) با ظرفیت ۱۰٬۰۰۰ نفر در شهر کاری ایالت کارولینای شمالی واقع شده‌استو دارای زمین چمن می‌باشد.